# Đậu Xuân Cảnh
Đậu Xuân Cảnh sinh năm 1960 tại Nghi Xuân, Hà Tĩnh, là chính trị gia, tiến sĩ y khoa về y học cổ truyền, được tặng danh hiệu Thầy thuốc nhân dân năm 2021. Ông đã từng giữ chức Giám đốc Học viện Y - Dược học Cổ truyền Việt Nam và hiện nay là Chủ tịch Hội Đông y Việt Nam.

## Tiểu sử và sự nghiệp
Năm 1985, sau khi tốt nghiệp đại học y khoa, Đậu Xuân Cảnh về công tác tại khoa Đông y Bệnh viện đa khoa thị xã Tam Kỳ, tỉnh Quảng Nam - Đà Nẵng. Năm 1997, Đậu Xuân Cảnh được bổ nhiệm làm giám đốc Bệnh viện Y học Dân tộc (sau đổi thành Bệnh viện Y học Cổ truyền) Quảng Nam.
Năm 2006, Bộ Y tế đã điều động Đậu Xuân Cảnh từ Giám đốc Bệnh viện Y học Cổ truyền Quảng Nam ra Học viện Y - Dược học cổ truyền Việt Nam với chức danh Phó Giám đốc thường trực của Bệnh viện Tuệ Tĩnh (Bệnh viện thực hành trực thuộc Học viện).
Năm 2011, Đậu Xuân Cảnh được bổ nhiệm giữ hàm Vụ phó Vụ Khoa giáo - Văn xã thuộc Văn phòng Chính phủ.
Năm 2015, ông được bổ nhiệm Phó Giám đốc, phụ trách điều hành Học viện Y - Dược học Cổ truyền Việt Nam. Năm 2016, ông được bổ nhiệm Giám đốc Học viện Y - Dược học Cổ truyền Việt Nam.
Năm 2020, Đậu Xuân Cảnh được bầu làm Chủ tịch Hội Đông y Việt Nam. Năm 2021, ông được phong tặng danh hiệu Thầy thuốc nhân dân.

## Khen thưởng
- Huân chương Lao động hạng 3[6]